# Clearlake (gruppo musicale)
Clearlake sono un gruppo musicale indie rock inglese originario di Brighton e attivo dal 1999.

## Formazione
- Jason Pegg - voce, chitarra, tastiere
- David "Woody" Woodward - basso, chitarra, voce
- Toby May - batteria
- Jim Briffett - chitarra, voce

## Discografia
Album
- Lido (2001)
- Cedars (2003)
- Amber (2006)